# (2824) Franke
(2824) Franke (1934 CZ) – planetoida z pasa głównego asteroid okrążająca Słońce w ciągu 3,55 roku w średniej odległości 2,33 j.a. Odkryta 4 lutego 1934 roku.